# دیزج الند
دیزج الند، روستایی است از توابع بخش صفاییه و در شهرستان خوی استان آذربایجان غربی ایران.

## جمعیت
این روستا در دهستان الند قرار داشته و بر اساس سرشماری سال ۱۳۹۵ جمعیت آن ۱۰۳۸ نفر (۱۷۱ خانوار)
بوده‌است.